# اورتسالانج
اورتسالانج (به ارمنی: Ուրցալանջ) یک شهر در ارمنستان است که در استان آرارات واقع شده‌است. اورتسالانج در ۵۳ کیلومتری شمال آرتاشات، مرکز استان آرارات واقع شده‌است.

## خصوصیات
اورتسالانج ۱۸۲ نفر جمعیت دارد.